# ميكي ويستون
ميكي ويستون (بالإنجليزية: Mickey Weston)‏ هو لاعب كرة قاعدة أمريكي، ولد في 26 مارس 1961 في فلينت في الولايات المتحدة.

## وصلات خارجية
- ميكي ويستون على موقعبيزبول رفرنس.كوم (الدوري الرئيسي) (الإنجليزية)